# Institut géographique du Congo
L’Institut géographique du Congo (IGC) est l’agence de cartographie et d’information géographique du Congo-Kinshasa. Il est basé à Kinshasa sur le boulevard du 30 juin Il a été créé en 1949.

## Missions
Il a pour missions:
- L’établissement et l’entretien du canevas géodésique, de nivellement et gravimétrique,
- L’entretien des bornes frontalières;
- La couverture photographique aérienne et l’acquisition des images satellitaires;
- De couvrir le territoire national des cartes de base topographiques aux échelles 1/50.000 et 1/200.000, des cartes dérivées et thématiques;
- D’effectuer des recherches cartographiques d’intérêt général correspondant aux activités et missions de production de l’IGC;
- De réaliser une banque de données et une cartographie nationale porteuse d’informations objectives et actualisées.
- D’assurer la conservation et la publication des données, en support sensible photographique.

## Organisation
La direction scientifique comprend 8 départements:
- Département des activités aériennes;
- Département des géodésie et topographie;
- Département de photogrammétrie;
- Département de cartographie;
- Département de cartographie militaire;
- Département de bibliothèque, archives et documentation;
- Département d’étude et formation;
- Coordination des activités et sous stations provinciales